# Wezen van de Wereldheersers
Het Wezen van de Wereldheersers is een gnostisch geschrift, dat in een Koptische vertaling onderdeel was van de vondst van de Nag Hammadigeschriften in 1945. Er moet een oorspronkelijk Griekse tekst zijn geweest, maar daar is nooit iets van gevonden. De oorspronkelijke Griekse titel is in het Koptisch bewaard  gebleven en is De hypostasis van de archonten .  In de gnostische literatuur wordt met de archonten de dienaren van de demiurg, de slechte scheppergod, bedoeld. In de tekst van dit gnostische verhaal hebben zij de rol van de wereldheersers. Met het woord hypostasis kan wezen, ontstaan en werkelijkheid bedoeld worden. 
Vrijwel alle beschrijvingen van de gnostische mythologie openen met een beschrijving van het pleroma. In de gnostiek is pleroma de benaming voor de volheid, de structuur en  verblijfplaats van de goddelijke wereld. Daarna volgt dan de beschrijving van de breuk in het pleroma, meestal als gevolg van het handelen van een van de goddelijke zijnsvormen, vaak Pistis Sophia. Dat leidt dan tot de geboorte van de demiurg, de schepping van boze machten, de wereld en de mens. Dat is in de vorm van een gnostische interpretatie van het Bijbelboek Genesis. Het Wezen van de Wereldheersers kent de eerste elementen van die mythe niet. De auteur beschouwde dat deel van het verhaal kennelijk als bekend bij zijn lezerspubliek. Het verhaal begint vrijwel direct bij de schepping van de mens. Het pleroma wordt aangeduid als de Onvergankelijkheid.
Het werk is verwant aan de Oorsprong van de Wereld, dat ook deel uitmaakte van dezelfde codex. Het verhaal is duidelijk in twee delen te onderscheiden. Er is consensus op het vakgebied dat die twee delen ook gebaseerd moeten zijn op twee verschillende oudere bronnen. De twee delen van het verhaal zijn pas later samengevoegd. De bronnen dateren van de eerste helft van de tweede eeuw. De oorspronkelijke Griekse tekst moet eind tweede eeuw, begin derde eeuw zijn geschreven. Op het vakgebied is er de opvatting, dat die oorspronkelijke versie veel joodse invloeden bevatte en een eindredacteur er daarna enige christelijke kenmerken in aanbracht. 

## Essentie van de inhoud
In het eerste deel richt zich een kennelijk gezaghebbend gnostisch leraar tot een gemeente. Hij gaat volgens de tekst in op een verzoek om het ware wezen van de boze wereldheersers te verduidelijken. In een proloog maakt de leraar met een verwijzing naar de opmerking in de tekst van de brief van Paulus aan de Efeziërs 6,12  duidelijk, dat de strijd van de gnostici niet gericht is tegen vlees en bloed, maar tegen de boze machten en heersers die de mensen trachten te beheersen. 
Gelijk hierna roept de demiurg, net zoals in veel andere gnostische teksten, ook hier uit dat er geen god buiten hem is. Uit de Onvergankelijkheid klinkt dan een stem met de boodschap Je vergist je, Samaël wat wil zeggen  God van de blinden. Hij wordt door Pistis Sophia achtervolgd tot in de chaos en de onderwereld. Later in de tekst wordt Samaël geïdentificeerd met Jaldabaoth. 
De boze wereldheersers scheppen vervolgens de mens in de vorm van Adam, die echter slechts een psychisch wezen is. Krachten uit de Onvergankelijkheid nemen hun intrek in Adam en maken hem tot een levende ziel. Hierna wordt Eva gecreëerd. De boze machten verbieden Adam en Eva te eten van de boom van de kennis van goed en kwaad en als zij dit toch doen worden zij verdreven uit het paradijs. 
Eva baart kinderen zoals Kaïn en Abel, Seth en een – niet in het Oude Testament voorkomende – dochter Norea. De dochter wordt geboren als de maagd die de boze wereldheersers niet hebben bezoedeld en als hulp voor de komende mensengeslachten. Kaïn en Abel zijn de prototypes van de door passies en driften gedreven niet-gnostische mens. In andere gnostische teksten worden Kaïn en Abel bij Eva verwekt als gevolg van een verkrachting door de boze heersers. De rol die Seth in veel gnostische teksten heeft als de hoeder van de gnostici wordt hier niet verhaald. Die rol wordt hier overgenomen door Norea. 
De figuur Norea wordt meer in de gnostische literatuur beschreven, zoals in de Gedachte van Norea. In die teksten kan zij de dochter van Adam en Eva zijn, de vrouw of zuster van Seth of de echtgenote van Noach. Een aantal auteurs op het vakgebied heeft de opvatting, dat de naam en rol van Norea ontleend moet zijn aan voorchristelijke, joodse legendes, zoals vermeld in Genesis 4.22 over  Naama, de dochter van Lamech en zuster van Tubal- Kaïn. De oorspronkelijke vorm van haar naam zou dan Horaia zijn geweest. Dat is ook de naam die Epiphanius van Salamis (ca. 310- 403) in het hoofdstuk tegen de sethianen in zijn geschrift  Panarion aan de vrouw van Seth geeft.  
De wereldheersers hebben het voornemen een zondvloed te creëren. De Heerser van de machten gaf Noach de opdracht een ark te bouwen. Als Norea aan boord wil gaan wordt haar dat verhinderd, waarop zij de ark in brand steekt en een tweede ark werd gebouwd. Later wordt in de tekst duidelijk dat de Heerser van de machten Sabaoth, de zoon van de demiurg moet zijn. De bozer heersers trachten  hierna Norea te verleiden, waarop zij de hulp van de Onvergankelijkheid inroept. 
In het tweede deel van de tekst verschijnt dan de engel Eleleth. In de openbaring die volgt wordt nog eens summier de geboorte van de demiurg verteld. Als de zoon van Jaldabaoth, Sabaoth, de kracht van de engel ziet komt hij tot inkeer en veroordeelt zijn vader. Hij wordt door de krachten uit de Onvergankelijkheid verheven en in de zevende hemel geplaatst tussen de goddelijke en de materiële wereld.  Aan zijn rechterzijde zetelt een macht die het Leven vertegenwoordigt en aan zijn linkerzijde een macht die de Ongerechtigheid van de absolute heerser aanduidt. 
Op het vakgebied wordt ook dit als een duidelijk joodse invloed gezien. Hiermee wordt Sabaoth ook geïdentificeerd als de god van het Oude Testament en zijn vader Jaldabaoth als de Duivel. In de opvattingen van de meeste gnostische stromingen onderwierpen joden en niet-gnostische christenen zich aan de boze wereldheersers, maar indien zij zich tot de gnosis bekeerden was een zekere vorm van verlossing voor hen niet onmogelijk. Die notie wordt met de nieuwe positie van Saboath na zijn inkeer geïllustreerd.  Een soortgelijke literaire constructie met een zoon van de demiurg komt voor in de Tweede verhandeling van de grote Seth. 
In het verhaal heeft Jaldabaoth echter nog een belangrijke rol. Zijn jaloezie op de nieuw verworven positie van zijn zoon creëert een nieuwe manvrouwelijke macht die de dood voortbrengt. Die dood brengt weer kinderen voort die ieder aan het hoofd van een eigen hemel geplaatst worden. Alle hemelen van de chaos (de materiële wereld) zijn dan vol van demonen. 
Hiermee eindigt het onderricht van de leraar over het wezen van de wereldheersers. Er volgt daarna nog een tekstdeel over de verlossing. Norea krijgt te horen dat zij in de Onvergankelijkheid thuishoort en ook haar kinderen horen bij de Vader die vanaf het begin bestaat. Ook zij bezitten de Geest van de waarheid en daarom kunnen de wereldheersers hen niet in hun greep krijgen. De volkomen verlossing zal echter pas na drie geslachten een feit zijn. Hiermee wordt verwezen naar de drie stadia die de ware gnosticus moet volgen. Allereerst inzicht in de eigen onwetendheid, maar een besef van van de goddelijke wereld; besef van de oorsprong en kwade werking van de wereldheersers en weten dat men zelf in de goddelijke wereld thuishoort en als laatste de volledige gnosis als de wereldheersers in de eindtijd vernietigd zullen worden